# Vågan
Vågan è un comune norvegese della contea di Nordland.
Il suo territorio comprende l'isola di Lille Molla.